# Hypothenemus hampei
Hypothenemus hampei (лат.) — вид жуков-короедов рода Hypothenemus из семейства Curculionidae (Scolytinae). Опасный вредитель плодов и зёрен кофейного дерева, известный как «кофейный жук — бурильный молоток» (англ. Coffee Borer Beetle). Суммарный ежегодный ущерб, наносимый этим видом жуков в мире составляет около 500 млн долл. Вид был описан в 1867 году австрийским энтомологом Йоханом Феррари (Johann Angelo Ferrari; 1806—1876).

## Распространение
Встречается повсюду, где произрастают плантации кофейного дерева. Происходящий из Африки (Ангола), жук Hypothenemus hampei был случайно завезён более чем в 60 стран мира. Вредит, главным образом, в странах Латинской Америки. Нативный для Анголы этот вид в 1920-х годах распространился по значительной части Африки, а в 1926 году впервые отмечен в Южной Америке (Бразилия). Находки в Юго-Восточной Азии датируются началом XX века: остров Ява (1909), остров Борнео (1919). В 1970-х годах отмечен в Северной и Центральной Америке: Гватемала и Мексика. В Колумбии обнаружен в 1980-х годах, в Доминиканской Республике — в 1990-х годах. В августе 2007 года найден в Пуэрто-Рико. В сентябре 2010 года обнаружен на Гавайских островах (остров Гавайи, округ Кона (англ.)).

## Описание
Мелкие черноватого цвета жуки, длина 1,2—1,8 мм. Самки имеют крылья и способны перелетать на небольшие расстояния, а самцы — бескрылые. У самок на переднем крае пронотума от 4 до 6 зубцов. Личинки белые с коричневой головой, длина тела — 0,7—2,2 мм. Личинки самок имеют 3 стадии развития, а у самцов — 2 стадии, которые в сумме длятся от 10 до 26 дней. Куколки желтоватые, длина 0,5—1,9 мм. Общее время развития о яйца до имаго может продолжаться от 25 до 35 суток в зависимости от температуры. Самки живут до 282 дней (долгое время могут выживать без питания, впадая в факультативную диапаузу), откладывают 30—70 яиц в плоды кофейного дерева (Coffea arabica). Другими растениями-хозяевами жука могут быть представители семейств Rubiaceae, Leguminoseae, Malvaceae (Hibiscus). Также повреждают растения родов Camphor, Дендробиум (Орхидные), Bombax, Swietenia, Crotalaria, Леуцена, Тик, Tephrosia, Centrosema, Фасоль, Tephrosia (Бобовые), Бирючина (Маслиновые), Dialum lacoutianum (Цезальпиниевые), Леуцена светлоголовчатая (Мимозовые); Gliricidia sepium (Бобовые), Психотрия (Мареновые) и Диоскорея (Dioscoreaceae).

## Питание
Кофеин является токсичным для многих насекомых, поэтому жуки обладают механизмом, позволяющим им питаться плодами кофе. Энтомолог Фернандо Вега и другие учёные в ходе исследований обнаружили в пищеварительном тракте жуков 14 видов бактерий, который были способны разлагать кофеин. Самым распространённым видом оказался Pseudomonas fulva. Для подтверждения роли бактерий в расщеплении кофеина, исследователи дали жукам антибиотики, убившие микроорганизмы в их пищеварительных трактах. В результате этого кофеин перестал усваиваться их организмом. После этого жуки остались живыми, но количество откладываемых ими яиц сократилось на 95 %. После добавления в рацион этих же исследуемых жуков бактерий Pseudomonas fulva, кофеин исчез из фекалий жуков, так как начал разлагаться бактериями.
Hypothenemus hampei также способен расщеплять другое содержащееся в кофе вещество — галактоманнан, благодаря выработке особого фермента, который расщепляет данное соединение. Однако, ген, который кодирует данный фермент, жуками был когда-то позаимствован из генома обитающих в пищеварительном тракте бактерий-симбионтов.

## Естественные враги
Среди естественных врагов, перспективных в целях биологического контроля:
- Бетилоидные осы (Bethylidae): Осы-паразитоиды Cephalonomia stephanoderis Betrem и Prorops nasuta Waterston были интродуцированы в некоторые страны Латинской Америки из Африки в 1980-х и 1990-х года. В конце 1990-х годов вид ос C. hyalinipennis, нативный для Северной Америки, был описан атакующим жука H. hampei в штате Чьяпас, на юге Мексики. Этот вид поедает яйца H. hampei. Также апробировалась бетилида Sclerodermus cadavericus Benoit.
- Эвлофиды (Eulophidae): Наездник-паразитоид Phymastichus coffea был найден в Того (Африка) в 1987 году. Он атакует взрослых жуков и массово и успешно разводится в Колумбии.
- Бракониды (Braconidae): Наездник-паразитоид Heterospilus coffeicola Schmiedeknecht наблюдался в Уганде (Африка), но его репродукция в лабораторных условиях окончилась неудачно.
- Муравьи (Formicidae) являются основными хищниками жуков H. hampei: Solenopsis, Pheidole, Wasmannia, Paratrechina, Crematogaster, Brachymyrmex и Prenolepis.
- Жесткокрылые (Coleoptera). Среди жуков также отмечены хищники H. hampei. Из семейства Anthocoridae это представители родов Calliodes и Scoloposcelis, а из семейства Cucujidae это вид Cathartus quadricollis (Guérin-Méneville).
- Круглые черви (Nematoda): Metaparasitylenchus hypothenemi (Allantonematidae, Мексика)[2], Panagrolaimus sp. (Индия), Heterorhabditis sp., Steinernema feltiae.